# Stockdorf (Wüstung)
Stockdorf ist eine Wüstung zwischen Greifenhagen und Hettstedt im Landkreis Mansfeld-Südharz in Sachsen-Anhalt. Der Ort lag im Tal des Stockbachs an der Mündung eines Rinnsals in diesen. 

## Geschichte
Stockdorf war vermutlich eine Rodungssiedlung aus der Zeit des Frankenreiches, erstmals erwähnt wurde der Ort am 10. August 1121, Bischof Reinhard von Halberstadt bestätigte damals die Besitzungen des Klosters Wimmelburg, darunter waren unter anderen 4 Hufen in Stocdorph. Im Lehnbrief von Erzbischof Ernst am 22. April 1477 gehört Stockdorf zum Burgamt Mansfeld. Nach dem Wüstwerden des mindestens 8 Hufen großen Dorfes verwaldete die Fläche wieder, die Ortsgemarkung ist in der von Rödgen aufgegangen.